# Scytodes pallida
Espèce
Scytodes pallida est une espèce d'araignées aranéomorphes de la famille des Scytodidae.

## Distribution
Cette espèce se rencontre en Inde, en Chine, aux Philippines et en Indonésie aux Moluques et en Nouvelle-Guinée occidentale.

## Description
La femelle décrite par Chrysanthus en 1967 mesure 7 mm.
La femelle décrite par Wang en 1994 mesure 4,10 mm.
La femelle décrite par Dhali, Saha et Raychaudhuri en 2017 mesure 5,08 mm

## Systématique et taxinomie
Cette espèce a été décrite par Doleschall en 1859.
Scytodes pallida Blackwall, 1865 nec Doleschall, 1859 est un synonyme de Loxosceles rufescens.

## Publication originale
- Doleschall, 1859 : « Tweede Bijdrage tot de Kenntis der Arachniden van den Indischen Archipel. » Acta Societatis Scientiarum Indo-Neerlandicae, vol. 5, p. 1-60 (texte intégral).